# Círculos culturales
Los círculos culturales son un concepto antropológico empleado de forma común por ciertas corrientes teóricas de comienzos del siglo XX. Estos hacían referencia a grupos de culturas que poseían  rasgos similares entre ellas, en general, se trataba de culturas que se encontraban cerca unas de otras.
Generalmente un círculo cultural se creaba a partir de una cultura (o culturas) que debido a influencias de otras culturas, o producto de las migraciones, se fragmentan en otras nuevas manteniendo rasgos de la cultura(s). Un ejemplo de esto es la colonización de América por España y Portugal, las culturas española y portuguesa se mezclaron con los aborígenes americanos y los africanos para formar la cultura latinoamericana y sus derivaciones: venezolana, colombiana, brasileña, argentina, peruana, mexicana, chilena, etc.

## Loskulturkreisy la Escuela de Etnología de Viena
La Kulturkreis (aproximadamente, "círculo cultural" o "campo cultural") fue una idea central a principios del siglo XX para la escuela austriaca de antropología que buscaba redirigir la disciplina fuera de la búsqueda subyacente de una naturaleza humana universal, hacia una preocupación por las historias particulares de sociedades individuales. Fue la noción de un complejo cultural como una entidad que se desarrolla desde un centro de origen y se difunde sobre grandes áreas del mundo.
También tuvo su correlato en la arqueología. Dentro de esta disciplina se puede mencionar el libro Historia Universal de la Edad de la Piedra (en alemán: Weltgeschichte der Steinzeit) publicado por Osvaldo Menghin en 1931. Este autor propone una secuencia de la Prehistoria mundial, desde el Paleolítico hasta el Calcolítico. Menghin dividía al Paleolítico en Protolítico (Paleolítico Inferior y Medio) y Miolítico (Paleolítico Superior), y en cada una de estas fases identificaba fases tres grandes círculos culturales: representados por las culturas de las hojas, de las hachas y del hueso. Luego, realizaba una división del Neolítico en un Protoneolítico, o etapa de la domesticación y un Mixoneolítico (Neolítico Medio-Calcolítico). Al mismo tiempo, identificaba tres grandes círculos culturales: el de las culturas de las estepas o pastores guerreros, que era la heredera del círculo cultural del hueso; el de las culturas rurales, herederas del círculo de las hachas; y el de la cultura urbana, heredera de la cultura de las hojas. Este libro convirtió a su autor en un prehistoriador muy influyente en el ámbito alemán y filogermano.

## Orígenes
La teoría fue desarrollada por el académico alemán Leo Frobenius (1873-1938). Siguió desarrollándose posteriormente por el etnólogo Fritz Graebner, fundador de la Escuela de etnología de Viena, y Wilhelm Schmidt.
Frobenius fue influenciado por Richard Andree, y por su propio maestro Friedrich Ratzel.

## Concepto
Se concebían a los Kulturkreis como un grupos de culturas que poseían rasgos similares entre ellas. Según estos autores, un círculo cultural se crea a partir de una cultura (o culturas) que, debido a influencias de otras culturas o producto de las migraciones, se fragmentan en otras culturas nuevas manteniendo rasgos de la cultura(s). En este traspaso una influía sobre la otra.
Los académicos de esta escuela creían que un número limitado de Kulturkreise se desarrolló en tiempos y en sitios diferentes y que todas las culturas, antiguas y modernas, resultaron de la difusión de complejos culturales —grupos funcionalmente relacionados de rasgos culturales— de estos centros culturales. Los impulsores de esta teoría creen que la historia de cualquier cultura podría ser reconstruida a través del análisis de sus complejos culturales y que sus orígenes pueden rastrearse a uno o más de los Kulturkreis. 